# Колониальный университет Бельгии
Колониальный университет Бельгии (термин, чаще использующийся во франкоязычных источниках, фр. Université coloniale de Belqique) или Колониальная высшая школа Бельгии (термин, чаще использующийся в нидерландскоязычных источниках, нидерл. Koloniale Hogeschool van België) — высшее учебное заведение для подготовки кадров колониальной администрации Бельгийского Конго. Было расположено в Антверпене, функционировало с 1920 по 1962 год, формально расформировано в 1965 году.

## История
Колониальный университет был открыт в 1920 году (королевское постановление от 11 февраля 1920 года, торжественное открытие 20 октября 1920 года). Инициатором создания колониального университета был министр колоний Луи Франк. В 1949 году учебное заведение было переименовано в Университетский институт заморских территорий (фр. Institut universitaire des territoires d'outre-mer (INUTOM), (нидерл. Universitair Instituut voor de Overzeese Gebieden (первоначально UNIOG, позднее UNIVOG).
Университет выдавал дипломы кандидата (диплом высшего образования первой ступени, примерно соответствующий бакалавру, не путать с кандидатом наук) и лиценциата (аналог специалиста или магистра) по специальности «Колониальные и административные науки». Образование велось на нидерландском и французском языках. Курс обучения длился четыре года. Программа обучения характеризовалась широким охватом тем. Помимо экономических (например экономика и бухгалтерия) и общеобразовательных (в частности, философия), в учебную программу входили такие специфические предметы, как ботаника Конго. Большое внимание уделялось изучению языков, в частности, в учебную программу входили языки суахили и лингала.
Обучение в Колониальном университете прекратилось в 1962 году после обретения независимости колоний Бельгии Руанды и Бурунди. В 1965 году Колониальный университет прекратил существование в качестве самостоятельного учебного заведения и вошёл в состав так называемого Государственного университетского центра Антверпена (нидерл. Rijksuniversitair Centrum Antwerpen), который был образован путём объединения Колониального университета, Государственной высшей торговой школы и Высшего института переводчиков. Государственный университетский центр Антверпена, в свою очередь, вошёл в состав Антверпенского университета в 2003 году.

## Здание
Первоначально использовались временные здания. Главное здание университета (архитектор Валтер Ван Кёйк, нидерл. Walter Van Kuyck) было торжественно открыто королём Бельгии Альбертом I 22 ноября 1923 года. В 2011 году главному зданию Колониального университета был присвоен статус памятника истории. В настоящее время оно является главным корпусом (здание А) кампуса Мидделхейм Антверпенского университета.